# Геноциды и разрушения при монгольских вторжениях
- 1207—1211 гг. подчинение многих народов Сибири и Восточного Туркестана
- 1211—1234 гг. завоевание Северного Китая (завоевание Цзинь, завоевание Си Ся)
- 1215 г. завоевание Семиречья
- 1219—1221 гг. завоевание Средней Азии
- 1222—1223 гг. походы в Закавказье и на Северный Кавказ
- 1223 г. битва на реке Калка
- 1231—1259 гг. завоевание Кореи
- 1235—1279 гг. завоевание Южного Китая
- 1236—1237 гг. завоевание Волжской Булгарии
- 1237—1241 гг. нашествие хана Бату (Батый) на Русь
- 1241—1243 гг. войны в Польше, Венгрии, Монгольское нашествие в Болгарию, войны на Балканах и в Анатолии
- 1221—1258 гг. Монгольское нашествие в Персию
- 1256—1260 гг. «Жёлтый крестовый поход» монголов на Ближний Восток
- 1258—1310 гг. Монгольское нашествие в Палестину и Монгольское вторжение в Сирию
- 2-я половина XIII в. захват территорий в Восточной и Юго-Восточной Азии[1]

Монгольские нашествия привели к широкомасштабным и хорошо документированным убийствам и разрушениям по всей Евразии, поскольку монгольская армия вторглась в тысячи городов и убила десятки миллионов людей. [страница не указана 127 дней].
Таким образом, Монгольская империя, которая остается крупнейшим непрерывным государством из когда-либо существовавших, считается виновницей одной из самых смертоносных актов массовых убийств в истории человечества.
Нашествия и военные вторжения Монгольской империи были классифицированы как геноцид. Например, британский историк Джон Джозеф Сондерс описал монгольские войска как «самых известных практиков геноцида».

## Методы убийства и разрушения

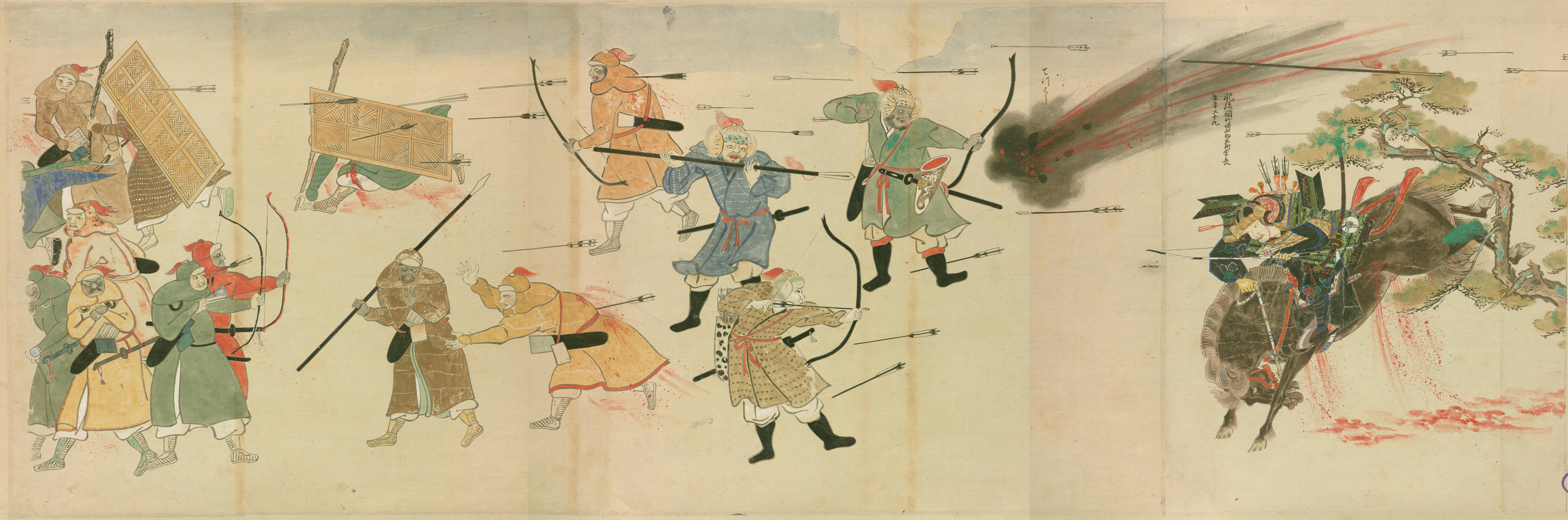
Вторжение в Японию против самурая Такэдзаки Суэнаги с использованием стрел и бомб, около 1293 года.

Если враг оказывал сопротивление, следовали массовые разрушения, террор и смерть. Дэвид Николь отмечает в книге «Монгольские военачальники», что «террор и массовое истребление любого, кто противостоял им, были хорошо проверенной монгольской тактикой». Если враг отказывался сдаться, монголы применяли стратегию тотальной войны: монгольские лидеры отдавали приказы о коллективном истреблении населения и уничтожении имущества. Джордж Квестер предположил: «Возможно, террор породил страх, который парализовал и лишил дееспособности силы, способные оказать сопротивление».
По мере расширения монгольских завоеваний эта форма психологической войны оказалась эффективной в подавлении сопротивления монгольскому правлению. Ходили рассказы о том, как одинокие монгольские солдаты врывались в сдавшиеся деревни и казнили крестьян наугад, проверяя их лояльность. Было широко известно, что один акт сопротивления мог привести к вторжению всей монгольской армии в город и уничтожению его жителей. Таким образом, они обеспечивали послушание посредством страха. Крестьяне часто присоединялись к монгольским войскам или с готовностью принимали их требования[уточнить источник].

## Демографические изменения

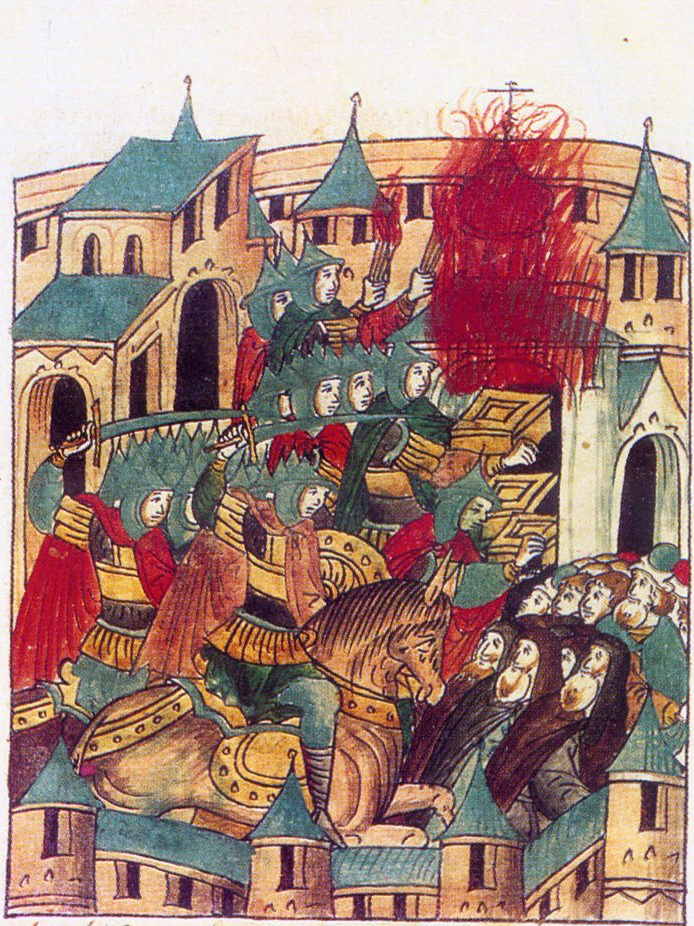
Рисунок монголов в Суздале при хане Батые (с мечом).

Древние источники описывают завоевания Чингисхана как беспрецедентные по масштабам массовые разрушения в определенных географических регионах, вызвавшие значительные демографические изменения в Азии.
От монгольских военных вторжений в Цзиньской империи погибло около 50 млн человек, а только в Китае погибло около 60 млн человек. В Афганистане погибло около 750 тыс. человек и население снизилось с 2.5 млн до 1.75 млн[страница не указана 127 дней].
По словам Дианы Лари, монгольские нашествия привели к перемещению населения «в масштабах, невиданных ранее» в Евразии, но особенно в Китае, где массовая миграция северных китайских беженцев на юг фактически привела к слиянию южной и северной частей Китая, что стало неожиданным историческим последствием.
В XIII и XIV веках в Китае наблюдалось резкое сокращение численности населения. До монгольского нашествия китайские династии, как сообщается, имели около 160 миллионов подданных; после завершения завоевания перепись 1300 года зафиксировала всего около 59 миллионов человек[страница не указана 127 дней] Тимоти Брук, утверждает, что монгольские захватчики создали систему закрепощения огромной части китайского населения, в результате чего многие из них вообще исчезли из переписи. Другие историки, такие как Уильям Макнил и Дэвид Морган, утверждают, что Черная смерть, распространенная монголами, была основным фактором демографического спада в тот период.

## Уничтожение культуры и собственности

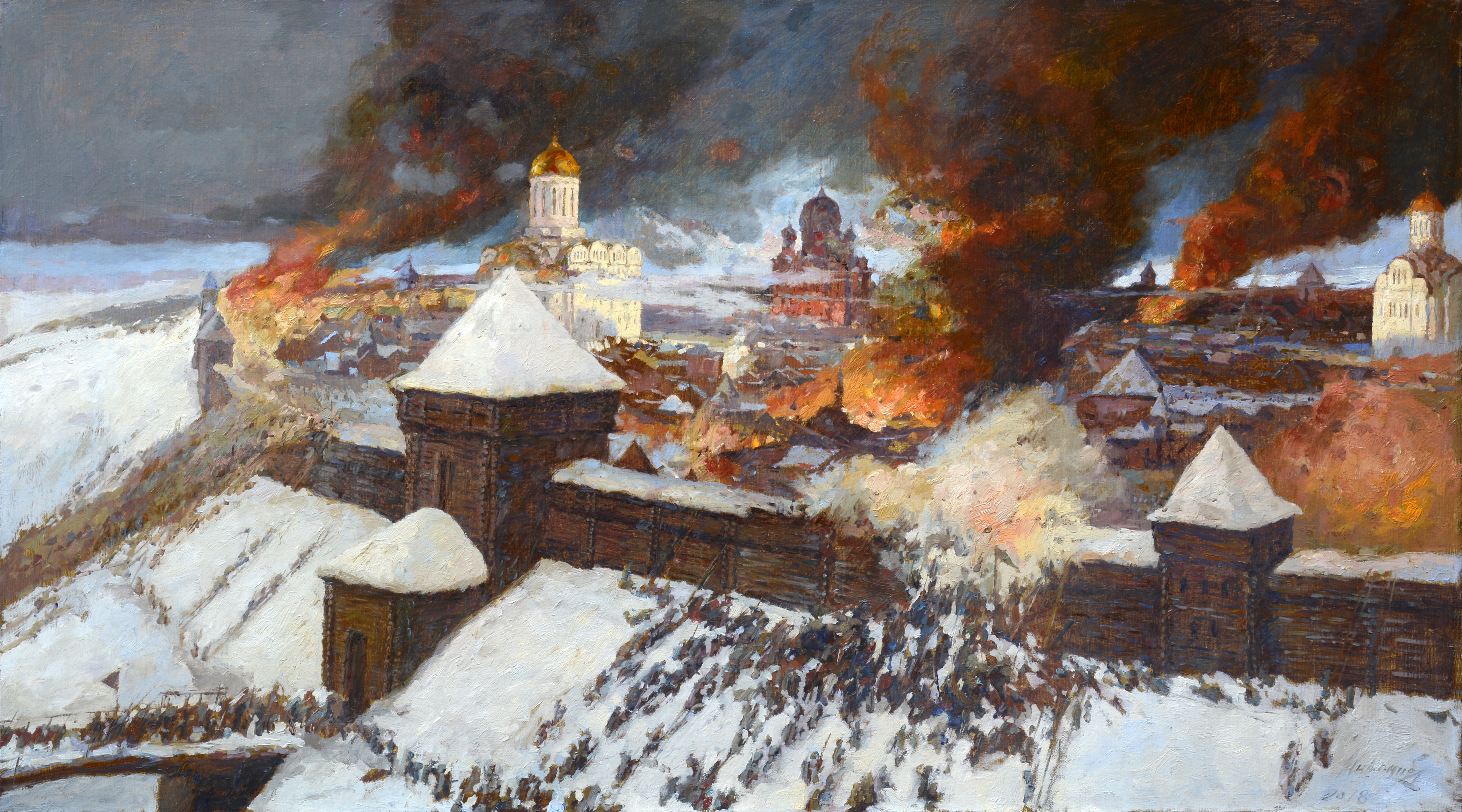
Осада Рязани во время нашествия монголов на Киевскую Русь в декабре 1237 г.

Походы монголов в Северный Китай, Среднюю Азию, Восточную Европу и на Ближний Восток привели к обширным разрушениям, однако точных данных по тому времени нет. Города Балх, Бамиан, Герат, Киев, Багдад, Нишапур, Мерв, Куня-Ургенч, Лахор, Рязань, Чернигов, Владимир и Самарканд подверглись серьезным опустошениям со стороны монгольских войск.
Чингисхан издал указ, обязывающий всех последователей даоса платить больше налогов. Все кампании включали преднамеренное разрушение мест поклонения. Разрушались мечети в Самарканде, Бухаре, цервки в Рязани и Киеве и множество других храмов[страница не указана 127 дней].

## Тактика
Другие методы включали в себя отвод рек в города и поселки и перебрасывание трупов больных через городские стены для заражения населения. Некоторые источники утверждают, что использование таких зараженных тел во время осады Каффы принесло Черную смерть в Европу.

## Воздействие на окружающую среду
Согласно исследованию, проведенному Отделом глобальной энергетики Научного института Карнеги, уничтожение столь большого количества людей и городов во времена Чингисхана могло привести к вымыванию из атмосферы до 700 миллионов тонн углерода, поскольку леса могли вырасти на ранее заселенных и возделываемых землях.

## Дальнейшее чтение
- Мэй, Тимоти. Монгольские завоевания в мировой истории (Лондон: Reaktion Books, 2011) онлайн-обзор; отрывок и текстовый поиск
- Морган, Дэвид. Монголы (2-е изд. 2007 г.)
- Николь, Дэвид. Монгольские военачальники: Чингисхан, Хубилай-хан, Хулагу, Тамерлан (2004)
- Сондерс, Дж. Дж. История монгольских завоеваний (2001) отрывок и текстовый поиск
- Тернбулл, Стивен. Чингисхан и монгольские завоевания 1190—1400 (2003) отрывок и текстовый поиск

Первичные источники
- Россаби, Моррис. Монголы и всемирная история: хрестоматия Norton Documents (2011),